# Kunsill Lokali

68 Gemeinden Maltas (maltesisch: Kunsilli lokali ta’ Malta; englisch: Local councils of Malta) – in der Nummerierung nach den beiden Inseln Malta und Gozo getrennt

Wappen Maltas (maltesisch: Emblema ta’ Malta; englisch: Coat of arms of Malta)

Die maltesischen Gemeinden (maltesisch kunsilli lokali; engl. Local councils; ital. Consigli locali; Singular: kunsill lokali; wörtlich in etwa „Gemeinderat“) sind die achtundsechzig Gemeindeverwaltungen der Republik Malta, die am 30. Juni 1993 eingerichtet wurden. Diese bilden die unterste Verwaltungsebene und es gibt keine Zwischenebenen zwischen dieser und der Zentralverwaltung der nationalen Ebene.
Die Gemeinderäte der 68 Gemeindeverwaltungen werden alle fünf Jahre neu gewählt.
Die von der Einwohnerzahl kleinste Gemeinde ist Mdina, die größte San Pawl il-Baħar. Von der Fläche her ist Senglea am kleinsten, Rabat am größten.

## 68 Gemeinden (Übersicht)
Im Folgenden sind die 68 Gemeinden der Republik Malta alphabetisch sortiert.
| Nr. | Flagge | Wappen | englischer Name   | vollständiger maltesischer Name                        | Insel                          |
| --- | ------ | ------ | ----------------- | ------------------------------------------------------ | ------------------------------ |
| 1   |        |        | Attard            | Il-Kunsill Lokali ta’ Ħ’Attard                         | Malta                          |
| 2   |        |        | Balzan            | Il-Kunsill Lokali ta’ Ħal Balzan                       | Malta                          |
| 3   |        |        | Birgu             | Il-Kunsill Lokali tal-Birgu (Città Vittoriosa)         | Malta                          |
| 4   |        |        | Birkirkara        | Il-Kunsill Lokali ta’ Birkirkara                       | Malta                          |
| 5   |        |        | Birżebbuġa        | Il-Kunsill Lokali ta’ Birżebbuġa                       | Malta                          |
| 6   |        |        | Cospicua (Bormla) | Il-Kunsill Lokali ta’ Bormla (Città Cospicua)          | Malta                          |
| 7   |        |        | Dingli            | Il-Kunsill Lokali ta’ Ħad-Dingli                       | Malta                          |
| 8   |        |        | Fgura             | Il-Kunsill Lokali tal-Fgura                            | Malta                          |
| 9   |        |        | Floriana          | Il-Kunsill Lokali tal-Furjana                          | Malta                          |
| 10  |        |        | Fontana           | Il-Kunsill Lokali tal-Fontana (It-Triq tal-Għajn)      | Gozo                           |
| 11  |        |        | Għajnsielem       | Il-Kunsill Lokali t’Għajnsielem                        | Gozo, Comino und Cominotto     |
| 12  |        |        | Għarb             | Il-Kunsill Lokali tal-Għarb                            | Gozo                           |
| 13  |        |        | Għargħur          | Il-Kunsill Lokali ta’ Ħal Għargħur                     | Malta                          |
| 14  |        |        | Għasri            | Il-Kunsill Lokali tal-Għasri                           | Gozo                           |
| 15  |        |        | Għaxaq            | Il-Kunsill Lokali ta’ Ħal Għaxaq                       | Malta                          |
| 16  |        |        | Gudja             | Il-Kunsill Lokali tal-Gudja                            | Malta                          |
| 17  |        |        | Gżira             | Il-Kunsill Lokali tal-Gżira                            | Malta                          |
| 18  |        |        | Ħamrun            | Il-Kunsill Lokali tal-Ħamrun                           | Malta                          |
| 19  |        |        | Iklin             | Il-Kunsill Lokali tal-Iklin                            | Malta                          |
| 20  |        |        | Kalkara           | Il-Kunsill Lokali tal-Kalkara                          | Malta                          |
| 21  |        |        | Kerċem            | Il-Kunsill Lokali Ta’ Kerċem                           | Gozo                           |
| 22  |        |        | Kirkop            | Il-Kunsill Lokali ta’ Ħal Kirkop                       | Malta                          |
| 23  |        |        | Lija              | Il-Kunsill Lokali ta’ Ħal Lija                         | Malta                          |
| 24  |        |        | Luqa              | Il-Kunsill Lokali ta’ Ħal Luqa                         | Malta                          |
| 25  |        |        | Marsa             | Il-Kunsill Lokali tal-Marsa                            | Malta                          |
| 26  |        |        | Marsaskala        | Il-Kunsill Lokali ta’ Marsaskala (Wied il-Għajn)       | Malta                          |
| 27  |        |        | Marsaxlokk        | Il-Kunsill Lokali ta’ Marsaxlokk                       | Malta                          |
| 28  |        |        | Mdina             | Il-Kunsill Lokali tal-Imdina (Città Notabile)          | Malta                          |
| 29  |        |        | Mellieħa          | Il-Kunsill Lokali tal-Mellieħa                         | Malta und Saint Paul’s Islands |
| 30  |        |        | Mġarr             | Il-Kunsill Lokali tal-Imġarr                           | Malta                          |
| 31  |        |        | Mosta             | Il-Kunsill Lokali tal-Mosta                            | Malta                          |
| 32  |        |        | Mqabba            | Il-Kunsill Lokali tal-Imqabba                          | Malta                          |
| 33  |        |        | Msida             | Il-Kunsill Lokali tal-Imsida                           | Malta                          |
| 34  |        |        | Mtarfa            | Il-Kunsill Lokali tal-Imtarfa                          | Malta                          |
| 35  |        |        | Munxar            | Il-Kunsill Lokali tal-Munxar                           | Gozo                           |
| 36  |        |        | Nadur             | Il-Kunsill Lokali tan-Nadur                            | Gozo                           |
| 37  |        |        | Naxxar            | Il-Kunsill Lokali tan-Naxxar                           | Malta                          |
| 38  |        |        | Paola             | Il-Kunsill Lokali ta’ Raħal Ġdid                       | Malta                          |
| 39  |        |        | Pembroke          | Il-Kunsill Lokali ta’ Pembroke                         | Malta                          |
| 40  |        |        | Pietà             | Il-Kunsill Lokali Tal-Pietà                            | Malta                          |
| 41  |        |        | Qala              | Il-Kunsill Lokali tal-Qala                             | Gozo                           |
| 42  |        |        | Qormi             | Il-Kunsill Lokali ta’ Ħal Qormi (Città Pinto)          | Malta                          |
| 43  |        |        | Qrendi            | Il-Kunsill Lokali tal-Qrendi                           | Malta                          |
| 44  |        |        | Rabat             | Il-Kunsill Lokali tar-Rabat                            | Malta                          |
| 45  |        |        | Safi              | Il-Kunsill Lokali ta’ Ħal Safi                         | Malta                          |
| 46  |        |        | St. Julian’s      | Il-Kunsill Lokali ta’ San Ġiljan                       | Malta                          |
| 47  |        |        | St. Paul’s Bay    | Il-Kunsill Lokali ta’ San Pawl il-Baħar                | Malta                          |
| 48  |        |        | San Ġwann         | Il-Kunsill Lokali ta’ San Ġwann                        | Malta                          |
| 49  |        |        | San Lawrenz       | Il-Kunsill Lokali ta’ San Lawrenz                      | Gozo und Fungus Rock           |
| 50  |        |        | Sannat            | Il-Kunsill Lokali Ta’ Sannat                           | Gozo                           |
| 51  |        |        | Santa Luċija      | Il-Kunsill Lokali ta’ Santa Luċija                     | Malta                          |
| 52  |        |        | Santa Venera      | Il-Kunsill Lokali ta’ Santa Venera                     | Malta                          |
| 53  |        |        | Senglea           | Il-Kunsill Lokali tal-Isla (Città Senglea)             | Malta                          |
| 54  |        |        | Siġġiewi          | Il-Kunsill Lokali tas-Siġġiewi (Città Ferdinand)       | Malta                          |
| 55  |        |        | Sliema            | Il-Kunsill Lokali ta’ Tas-Sliema                       | Malta                          |
| 56  |        |        | Swieqi            | Il-Kunsill Lokali tas-Swieqi                           | Malta                          |
| 57  |        |        | Tarxien           | Il-Kunsill Lokali ta’ Ħal Tarxien                      | Malta                          |
| 58  |        |        | Valletta          | Il-Kunsill Lokali tal-Belt Valletta (Città Umillisima) | Malta                          |
| 59  |        |        | Victoria (Rabat)  | Il-Kunsill Lokali tal-Belt Victoria (Città Victoria)   | Gozo                           |
| 60  |        |        | Ta’ Xbiex         | Il-Kunsill Lokali ta’ Ta’ Xbiex                        | Malta                          |
| 61  |        |        | Xagħra            | Il-Kunsill Lokali tax-Xagħra                           | Gozo                           |
| 62  |        |        | Xewkija           | Il-Kunsill Lokali tax-Xewkija                          | Gozo                           |
| 63  |        |        | Xgħajra           | Il-Kunsill Lokali tax-Xgħajra                          | Malta                          |
| 64  |        |        | Żabbar            | Il-Kunsill Lokali ta’ Ħaż-Żabbar (Città Hompesch)      | Malta                          |
| 65  |        |        | Żebbuġ            | Il-Kunsill Lokali ta’ Ħaż-Żebbuġ (Città Rohan)         | Malta                          |
| 66  |        |        | Żebbuġ            | Il-Kunsill Lokali taż-Żebbuġ, Għawdex                  | Gozo                           |
| 67  |        |        | Żejtun            | Il-Kunsill Lokali taż-Żejtun (Città Beland)            | Malta                          |
| 68  |        |        | Żurrieq           | Il-Kunsill Lokali taż-Żurrieq                          | Malta, Filfla und Filfoletta   |